# Qiuchuan (köpinghuvudort i Kina, Zhejiang Sheng, lat 28,87, long 118,32)
Qiuchuan (kinesiska: 球川) är en köpinghuvudort i Kina. Den ligger i provinsen Zhejiang, i den östra delen av landet, omkring 240 kilometer sydväst om provinshuvudstaden Hangzhou. Antalet invånare är 22 276. Befolkningen består av 10 204 kvinnor och 12 072 män. Barn under 15 år utgör 19,0 %, vuxna 15-64 år 66 %, och äldre över 65 år 14,0 %.
Runt Qiuchuan är det tätbefolkat, med 308 invånare per kvadratkilometer. Närmaste större samhälle är Yanrui, 17,1 km söder om Qiuchuan. I omgivningarna runt Qiuchuan växer i huvudsak blandskog.
Genomsnittlig årsnederbörd är 2 636 millimeter. Den regnigaste månaden är juni, med i genomsnitt 506 mm nederbörd, och den torraste är oktober, med 38 mm nederbörd.